# Lamiaceae
A família botânica das Lamiaceae (antiga Labiatae, Adanson - ou Labiadas, Lamiales)  é a 7ª maior família de plantas com flores, compreende atualmente conforme a APG, de 236 a 258 gêneros e de 6970 a 7193 espécies, subdividida em 7 subfamílias. São arbustos, ervas e raramente árvores. A maioria das plantas desses grupo são aromáticas e geralmente são utilizadas no paisagismo por possuírem diversidade no tipo de flores e também na culinária. Podem ser perenes ou anuais.
São popularmente conhecidas como "família da hortelã". Outro exemplos de plantas dessa família são: Alecrim, Orégano, Timo, Menta, Hortelã, Lavândula, Sálvia, etc.

## Etimologia
"Labiadas"/"Labiatae" vem de lábios, devido à conformação e o formato gerais das pétalas;
"Lamiaceae" vem de Lamium, o género holotípico.

## Distribuição
Cosmopolita, ausente nas regiões mais frias e alta latitude ou longitude.
No Brasil são encontradas 16 gêneros e 525 espécies. São indicadas aproximadamente 69 espécies como sendo raras. Nos Estados: Acre, Amazonas, Amapá, Pará, Rondônia, Roraima, Tocantins,  Alagoas, Bahia, Ceará, Maranhão, Paraíba, Pernambuco, Piauí, Rio Grande do Norte, Sergipe, Distrito Federal, Goiás, Mato Grosso do Sul, Mato Grosso, Espírito Santo, Minas Gerais, Rio de Janeiro, São Paulo, Paraná, Rio Grande do Sul, Santa Catarina.

## Mudanças na Classificação
Alguns gêneros que eram, tradicionalmente, de outras famílias, pela nova classificação filogenética passam a integrar as lamiáceas, como por exemplo, Tectona (ex-Verbenaceae) e Clerodendrum (ex-Acanthaceae).
Famílias tornam-se subfamílias como, por ex. Viticoideae (ex-Viticaceae), contudo, antes foi subfamília de Verbenaceae.
Há também mudanças dentro da própria família, como o tradicional gênero Coleus, agora incorporado no gên. Plectranthus.
Sinonímia (YYPG): Aegiphilaceae, Chloanthaceae, Dicrastylidiaceae, Glechomaceae, Labiatae, Melittidaceae, Menthaceae, Nepetaceae, Salazariaceae, Salviaceae, Scutellariaceae.

## Importância Econômica
Muitas espécies são importantes, entre outros usos, para extração de óleos essenciais (Mentha, Lavandula, Marrubium, Nepeta, Ocimum, Origanum, Rosmarinus, Salvia, Satureja, Thymus etc.), tanto para uso cosmético, como condimentar, aromático e/ou medicinal. Tais processos em escala industrial ou artesanalmente. Há também o uso caseiro de várias espécies, tanto para chás, condimentos e/ou como algum outro uso tradicional, não podendo faltar nas hortas caseiras.
Muitas espécies possuem potencial paisagístico e são usadas com sucesso, como a brasileira Salvia splendens Sellow.

## Morfologia
São ervas, arbustos ou árvores,  frequentemente odoríferos pela presença de óleos voláteis. Os caules geralmente são quadrangularares em corte transversal, podendendo ser também estoloníferos ou rizomatosos.  As folhas se encontram dispostas de forma simples ou compostas, opostas, ocasionalmente verticiladas ou alternas, geralmente decussadas, com limbo inteiro, denteado, lobado ou crenada. As folhas são revestidas de pêlos glandulares que, normalmente, secretam essências aromáticas. Às vezes, podem ser compostas  digitadas ou pinadas, pecioladas ou sésseis, sem estípulas.
As flores podem ser pequenas ou grandes, geralmente vistosas, reunidas em inflorescência derivada de uma série de ramos cimosos, freqüentemente axilares. São hermafroditas, diclamídeas, pentâmeras, bilabiadas e com zigomorfia (que em alguns casos é pouco pronunciada, ex. Lavandula e Mentha) ou ± actinomorfia. O cálice é tubuloso, campanulado ou infundibuliforme, gamossépalo, persistente e ocasionalmente acrescente no fruto, 5-10 denteado ou lobado, sendo útil para identificação dos gêneros. A corola também é tubulosa, 5‒mera, zigomorfa ou raramente actinomorfa, campanulada ou infundibuliforme, gamopétala, apresentando o limbo geralmente diferenciado em lábio superior (lábrum) e inferior (labíolo). Apenas em Teucrium é unilabiada. O androceu é formado por 2 a 4 estames  didínamos ou subiguais, exsertos ou inclusos na corola, paralelos, divergentes ou declinados. Os filetes são livres entre si, retos ou curvos, com ou sem apêndice, ou concrescidos em bainha aberta, através da qual passa o estilete, como em Plectranthus. Há estaminódios nas flores com 2 estames. Nos integrantes da subfamília Ocimoideae, os estames são inclinados sobre o lábio inferior da corola e envolvidos por ele. O estilete é ginobásico ou não (Teucrium), sendo resultado da fusão de dois. O ovário é súpero, bicarpelar, bilocular, com 2 óvulos em cada lóculo, mas há uma constrição em cada carpelo, por um falso septo, dando impressão de tetralocular quando adulto. O ovário está assentado em um disco glandular, expandido em um lado e saliente. Os grãos de pólen possuem geralmente de 3 a 6 colpados. Disco nectarífero geralmente presente, adjacente ao gineceu.
Os frutos são secos, esquizocarpo ou drupa, que se separa em 4 frutículos parciais (núculas) unisseminados, onde cada núcula é uma pequena noz, oval, quase globosa, oblonga, trigonal ou tetraédrica. As sementes têm pouquíssimo ou nenhum endosperma. O embrião é reto.

## Ecologia
As relações  com os demais organismos podem ser favoráveis as plantas, favoráveis a ambos ou não favoráveis.
As flores, por exemplo, estabelecem uma relação favorável para com seus agentes polinizadores. São polinizadas por abelhas, vespas, borboletas, traças, moscas, besouros e pássaros. Espécies com drupa são, normalmente, dispersas por aves ou mamíferos; as nozinhas são predadas por aves ou dispersas pela água. O perfume dessas folhas é um componentes atrativo para a interação com outros animais. Podem crescer em solos ricos em sulfato de cálcio hidratado e gesso.
As Lamiaceae podem ser bastante densas e possuir pelos, o que facilita a interação com insetos sugadores de seivas que caminham sobre essas plantas. O nitrogênio liberado pelas excretas desses insetos pode ser absorvido pela folha. Podem estar associadas também a fungos e bactérias. O óleo essencial presente em Nepetoideae parece agir como bactericida bem como auxilia na nodulação de plantas leguminosas. 

## Gêneros

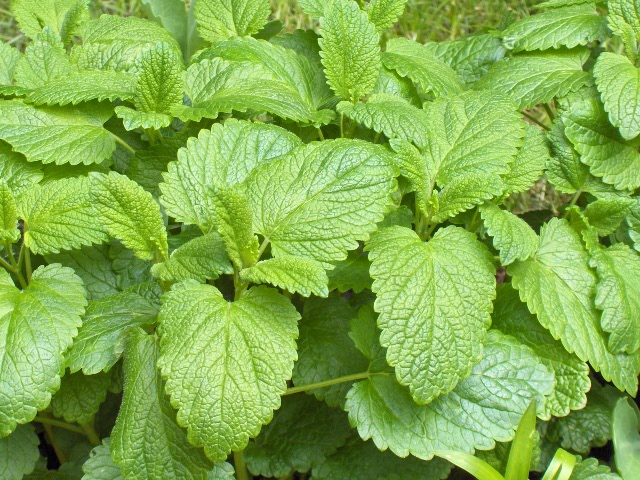
Melissa

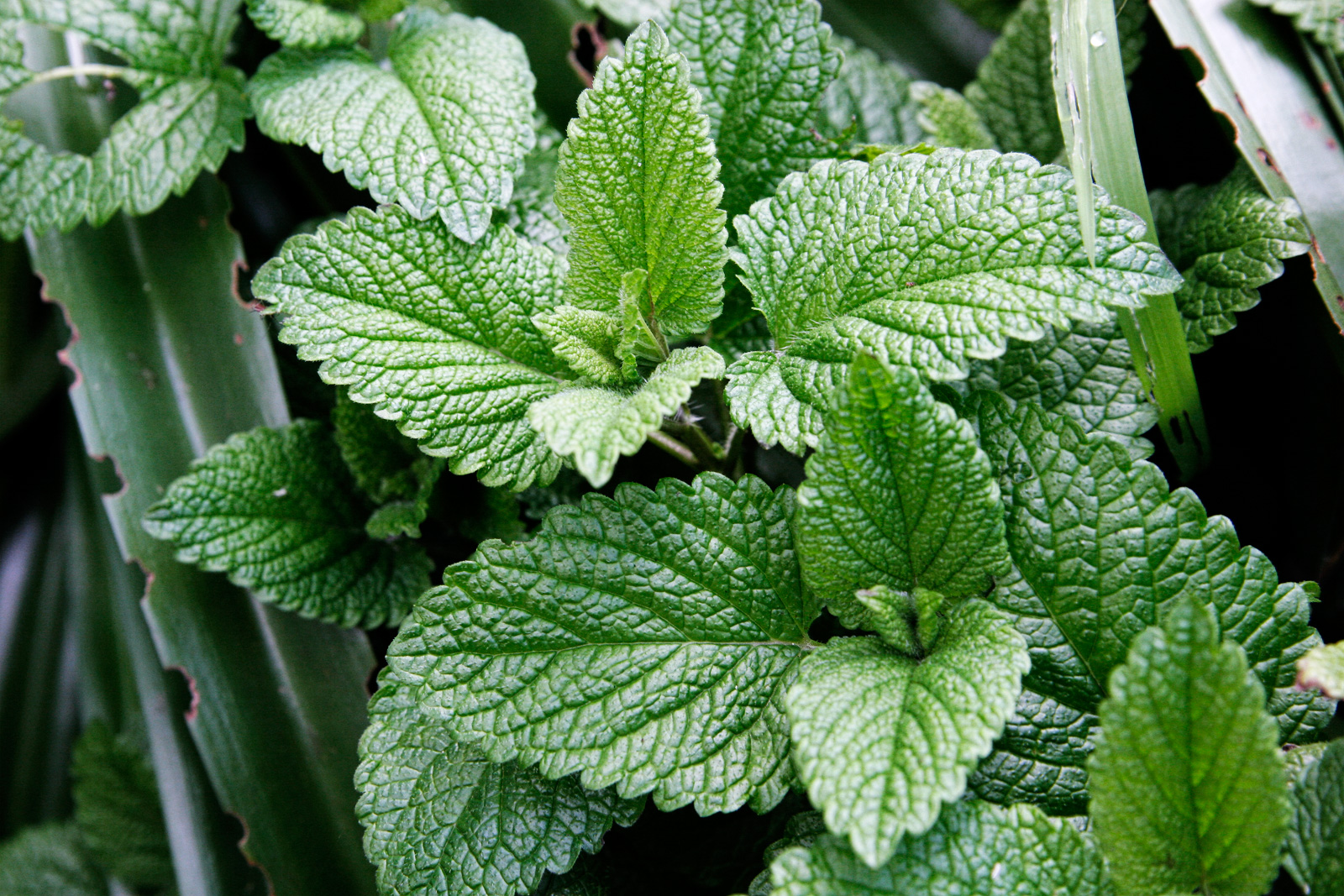
Mentha

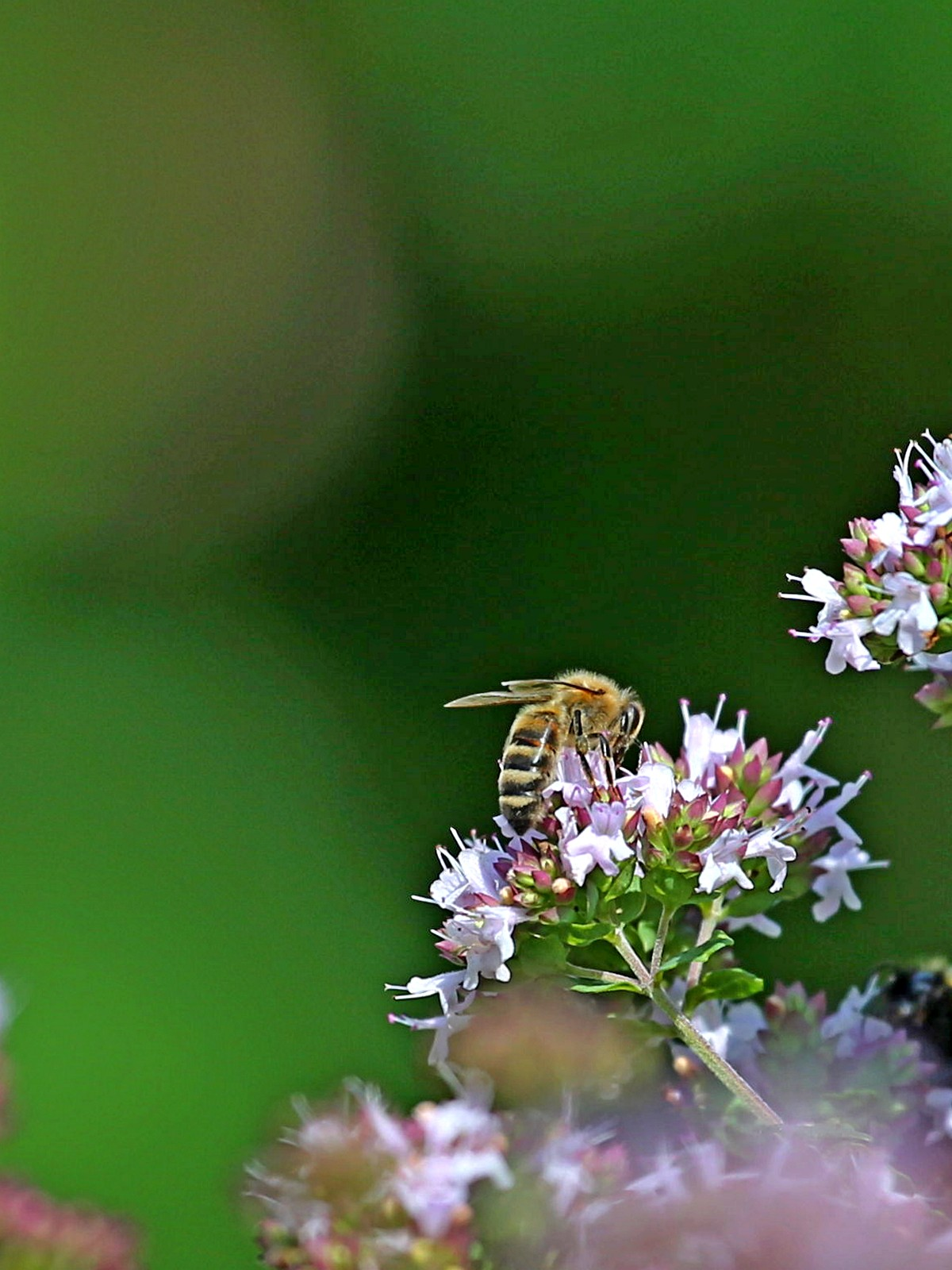
Origanum

Lista de gêneros
Acanthomintha;
Achyrospermum;
Acinos;
Acrocephalus;
Acrotome;
Acrymia;
Adelosa;
Aegiphila ;
Aeollanthus ;
Agastache;
Ajuga ;
Ajugoides;
Alajja;
Alvesia;
Amasonia;
Amethystea;
Anisochilus;
Anisomeles;
Antonina ;
Aphanochilus;
Archboldia;
Ascocarydion;
Asterohyptis;
Atelandra;
Audibertia;
Ballota;
Basilicum;
Becium;
Benguellia;
Betonica;
Blephilia;
Bostrychanthera;
Bovonia;
Brachystemum;
Brazoria;
Brittonastrum
Bystropogon;
Calamintha;
Calapodium;
Callicarpa ;
Capitanopsis;
Capitanya;
Caryopteris;
Catoferia;
Cedronella;
Ceratanthus;
Ceratominthe;
Chaiturus;
Chamaesphacos;
Chaunostoma;
Chelonopsis;
Chloanthes;
Cleonia;
Clerodendranthus;
Clerodendrum;
Clinopodium;
Colebrookea;
Collinsonia;
Colobandra;
Colquhounia;
Comanthosphace;
Congea;
Conradina;
Coridothymus;
Cornutia;
Craniotome;
Cruzia;
Cuminia;
Cunila;
Cyanostegia;
Cyclonema;
Cyclotrichium;
Cymaria;
Dauphinea;
Dentidia;
Dicerandra;
Dicrastylis;
Dorystaechas;
Dracocephalum;
Drepanocaryum;
Dysophylla;
Eichlerago;
Elsholtzia;
Endostemon;
Englerastrum;
Epimeredi;
Eremostachys;
Eriope;
Eriophyton;
Eriopidion;
Eriothymus;
Erythrochlamys;
Euhesperida;
Eurysolen;
Eusteralis;
Faradaya;
Fuerstia;
Galeobdolon;
Galeopsis;
Gardoquia;
Garrettia;
Geniosporum;
Germanea;
Geunsia;
Glecoma;
Glechon;
Glossocarya;
Gmelina;
Gomphostemma;
Gontscharovia;
Hanceola;
Haplostachys;
Harlanlewisia:
Haumaniastrum;
Hedeoma ;
Hemiandra;
Hemigenia;
Hemiphora;
Hemizygia;
Hesperozygis;
Heterolamium;
Hoehnea;
Holmskioldia;
Holocheila;
Holostylon;
Horminum;
Hosea;
Hoslundia;
Hosta (botânica);
Huxleya;
Hymenocrater;
Hymenopyramis;
Hypenia;
Hypogomphia;
Hyptidendron;
Hyptis ;
Hyssopus;
Iboza;
Isanthus;
Isodictyophorus;
Isodon ;
Isoleucas;
Karomia;
Keiskea;
Kinostemon;
Koellia;
Kudrjaschevia;
Kurzamra;
Lachnostachys;
Lagochilus;
Lagopsis;
Lallemantia;
Lamiastrum;
Lamiophlomis;
Lamium;
Lavandula;
Leocus;
Leonotis;
Leonurus;
Lepechinia;
Leucas;
Leucosceptrum;
Leucophae;
Limniboza;
Lophanthus;
Loxocalyx;
Lycopus;
Macbridea;
Majorana;
Mahya;
Mallophora;
Marmoritis;
Marrubium;
Marsypianthes;
Meehania;
Melissa;
Melittis;
Mentha;
Meriandra;
Mesona;
Metastachydium;
Microcorys;
Micromeria;
Microtoena;
Minthostachys;
Moldavica;
Moluccella;
Monarda;
Monardella;
Monochilus;
Moschosma;
Mosla;
Neoeplingia;
Neohyptis;
Neomuellera;
Neorapinia;
Nepeta ;
Newcastelia;
Nosema;
Notochaete;
Ocimum ;
Octomeron;
Ombrocharis;
Oncinocalyx;
Oreosphacus;
Origanum ;
Orthodon;
Orthosiphon;
Otostegia;
Oxera;
Panzerina;
Paraeremostachys;
Paralamium;
Paraphlomis;
Paravitex;
Peltodon;
Pentapleura;
Perilla;
Perillula;
Perilomia;
Peronema;
Perovskia;
Perrierastrum;
Petitia;
Petraeovitex;
Phlomidoschema;
Phlomis ;
Phlomoides ;
Phyllostegia;
Physoleucas ;
Physopsis;
Physostegia;
Piloblephis;
Pitardia;
Pityrodia ;
Platostoma ;
Plectranthastrum ;
Plectranthus;
Pogogyne;
Pogostemon ;
Poliomintha;
Porphyra;
Prasium;
Premna ;
Prostanthera;
Prunella;
Pseuderemostachys;
Pseudocarpidium;
Pseudochamaesphacos;
Pseudomarrubium;
Pulegium,
Puntia;
Pycnanthemum;
Pycnostachys ;
Rabdosiella;
Renschia;
Rhabdocaulon;
Rabdosia;
Rhaphiodon;
Rhododon;
Rosmarinus;
Rostrinucula;
Rotheca ;
Roylea;
Rubiteucris;
Sabaudia;
Saccocalyx;
Salazaria;
Salvia ;
Salviastrum;
Satureja;
Schizonepeta;
Schnabelia;
Scutellaria ;
Sideritis ;
Siphonanthus;
Siphocranion;
Skapanthus;
Solenostemon;
Spartothamnella;
Sphacele;
Sphenodesme;
Stachydeoma;
Stachyopsis;
Stachys ;
Stenogyne;
Stiptanthus ;
Sulaimania;
Suzukia;
Symphorema;
Symphostemon;
Synandra;
Syncolostemon;
Taligalea;
Tectona;
Teijsmanniodendron;
Tetraclea;
Tetradenia;
Teucridium;
Teucrium ;
Thorncroftia;
Thuspeinanta;
Thymbra;
Thymus ;
Tinnea;
Trichostema;
Tsoongia;
Tullia;
Vitex ;
Viticipremna;
Volkameria;
Wenchengia;
Westringia;
Wiedemannia;
Wrixonia;
Xenopoma;
Zappania;
Zataria;
Zhumeria;
Ziziphora.
1. 1 2 3  «Lamiaceae Genera». www.mobot.org. Consultado em 24 de novembro de 2018
2. 1 2 3  GIULIETTI, A. M., RAPINI, A., ANDRADE, M.J.G., QUEIROZ, L.P., SILVA, J.M.C. (2009). Plantas raras do Brasil. Belo Horizonte, MG: Universidade Estadual de Feira de Santana. pp. 192–201
3. 1 2  «Lamiaceae - FloraSBS». sites.google.com. Consultado em 26 de novembro de 2018
4. ↑  «LABIADAS (LABIATAE) OU LAMIACEAE | Recanto da Biologia». Recanto da Biologia. Consultado em 27 de novembro de 2018
5. 1 2  Mota, Michelle Christine de Almeida; Pastore, José Floriano Barêa; Marques Neto, Roberto; Harley, Raymond Mervyn; Salimena, Fátima Regina; Mota, Michelle Christine de Almeida; Pastore, José Floriano Barêa; Marques Neto, Roberto; Harley, Raymond Mervyn (março de 2017). «Lamiaceae na Serra Negra, Minas Gerais, Brasil». Rodriguésia. 68 (1): 143–157. ISSN 2175-7860. doi:10.1590/2175-7860201768123
6. ↑  Martnov. «Lamiaceae in Flora do Brasil 2020 em construção». Jardim Botânico do Rio de Janeiro. Consultado em 29 de setembro de 2018
7. 1 2  «CEAP Design». www.ceapdesign.com.br. Consultado em 26 de novembro de 2018
8. ↑  Lima, R. K.; Cardoso, M. G. (2013). «Família Lamiaceae: Importantes Óleos Essenciais com Ação Biológica e Antioxidante». Consultado em 11 de junho de 2021
9. 1 2  HARLEY, Raymond M. et al. Labiatae. (2004). Flowering Plants· Dicotyledons. Berlin, Heidelberg: Springer. p. 167-275.